# Missile balistico aviolanciato

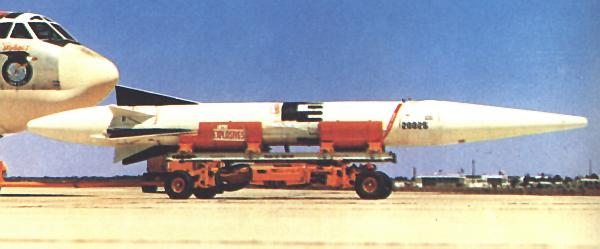
Un AGM-48 Skybolt

Un missile balistico aviolanciato (noto nche con l'acronimo ALBM, dall'inglese air-launched ballistic missile) è un missile balistico lanciato da un aeroplano. Questa classe di missili non entrò mai in servizio attivo. L'unico sistema d'arma ideato per questo profilo di utilizzo fu lo statunitense AGM-48 Skybolt, progettato per essere lanciato dai bombardieri strategici B-52 Stratofortress o dagli Avro Vulcan. Il missile venne sviluppato dalla United States Air Force, con un interessamento per l'acquisto anche da parte del Regno Unito, ma il programma venne cancellato nel 1962 a causa delle difficoltà tecniche e dell'aumento dei costi in ragione dei quali gli Stati Uniti e i britannici preferirono concentrarsi sul programma UGM-27 Polaris, missili lanciati da sottomarini.
Nei primi anni settanta, l'USAF effettuò delle prove di lancio del missile ICBM Minuteman da un aereo da trasporto  C-5A Galaxy. Il 24 ottobre 1974, la Space and Missile Systems Organization effettuò con successo uno studio di fattibilità della soluzione, quando un aereo C-5A Galaxy sganciò un missile da 86000 libbre da circa 20000 ft al di sopra dell'Oceano Pacifico. Il missile scese fino a una quota di 8000 ft, altezza in cui vennero accesi i motori. L'accensione durò 10 secondi durante i quali il missile ritornò con i propri mezzi a quota 20000 piedi prima di farlo cadere intenzionalmente nell'oceano. La prova dimostrò la fattibilità del lancio di missili balistici intercontinentali dall'aria. L'impiego operativo fu però scartato a causa delle complicazioni tecniche e di sicurezza correlate, sebbene la possibilità di questo tipo di impiego venne utilizzata come argomento nei negoziati relativi agli Accordi SALT.